# Tariácuri
Tariácuari es considerado el fundador del imperio purépecha, el cual se desarrolló durante el Período Posclásico mesoamericano. Los límites del imperio se extendieron en la zona noroeste de Mesoamérica, territorio que ocupa actualmente el estado mexicano de Michoacán.

## Antecedentes
El territorio que ocupara el Imperio purépecha estaba habitado por distintos pueblos que hablaban diversas lenguas, tales como el pirinda-matlatzinca, otomí y el mazahua, con el purhé siendo el idioma mayoritario. Durante el siglo XIII nuevos grupos de cazadores y recolectores migraron hacia la zona del lago de Pátzcuaro. Entre esos grupos se encontraba el clan de los uacúsecha, quienes eran comandados por Hireti-ticátame y procedían de Naranxan en las cercanías de Zacapu. El sucesor de Hireti-ticátame fue su hijo Zicuirancha, quien trasladó al clan a la zona que ocupa actualmente Santa Fe de la Laguna, en el lugar se relacionó con los pescadores de Xarácuaro.

## Nacimiento y primeros años
Tariácuri nació en el siglo XIV, su madre fue una isleña de Jarácuaro y su padre fue Pauácume II quien era un axamiecha, es decir un «enviador» o sacerdote sacrificador. Pero este murió cuando Tariácuri era muy pequeño, por lo que estuvo al cuidado de tres sacerdotes cuyos nombres eran Chupítani, Nuriuan y Tacaqua. Por tal motivo, Tariácuri fue educado desde pequeño para ser curití o sacerdote al servicio del dios del fuego Curicaueri.

## Campañas bélicas
Siendo aún joven, Tariácuri se enfrentó a varios pueblos que lo derrotaron y obligaron a abandonar Pátzcuaro. Se refugió en las montañas en Hoata-Pexo para huir muy pronto a Upapohuato. Se relacionó con Zurumban quien era el señor de Tariaran, este lo envió a un bosque desde el cual realizó incursiones a Tierra Caliente. Paralelamente los uacúsecha intentaban retomar la posesión de Pátzcuaro, fue entonces cuando Tariácuri aprovechó el momento y guio a su pueblo para conseguir el anhelado objetivo.
Tras la reconquista de Pátzcuaro, Tariácuri planeó extender su dominio y cuando lo logró, decidió dividir su territorio. A su hijo Hiquingare le otorgó Pátzcuaro, a su sobrino Hiripan le asignó Ihuatzio, y a su sobrino Tangaxoan le correspondió Tzintzuntzan. Dichas localidades fueron las cabeceras del imperio purhépecha. Tariácuri murió hacia 1420.